# فيرنر سشنايتر
فيرنر سشنايتر هو عداء مسافات طويلة سويسري، ولد في 24 أكتوبر 1946.

## وصلات خارجية
- فيرنر سشنايتر على موقع الاتحاد الدولي لألعاب القوى (الإنجليزية)
- فيرنر سشنايتر على موقع أوليمبيديا (الإنجليزية)